# Communication olfactive
La communication olfactive fait référence aux différentes façons dont les personnes et les animaux communiquent et s'engagent dans des interactions sociales par le biais de leurs perceptions olfactives. Elle apporte le développement intellectuel à la communication odorante basée sur le partage d'odorants par les humains ou des animaux, constituant, elle-même, une évolution de la communication chimique qui concerne tous les organismes vivants.
La vie semble indissociable d'un impératif de communication des cellules et des organismes plus complexes, avec le monde extérieur, leurs congénères ou leur propre constitution. Une grande part de l'activité des êtres vivants est liée à ce besoin de communication pour assumer  la survie du sujet et de l'espèce. La communication permet aussi la coopération des cellules dans un milieu ou dans un corps et une vie sociétale pour les êtres supérieurs. Ces communications mettent en jeu diverses grandeurs physiques ou chimiques.

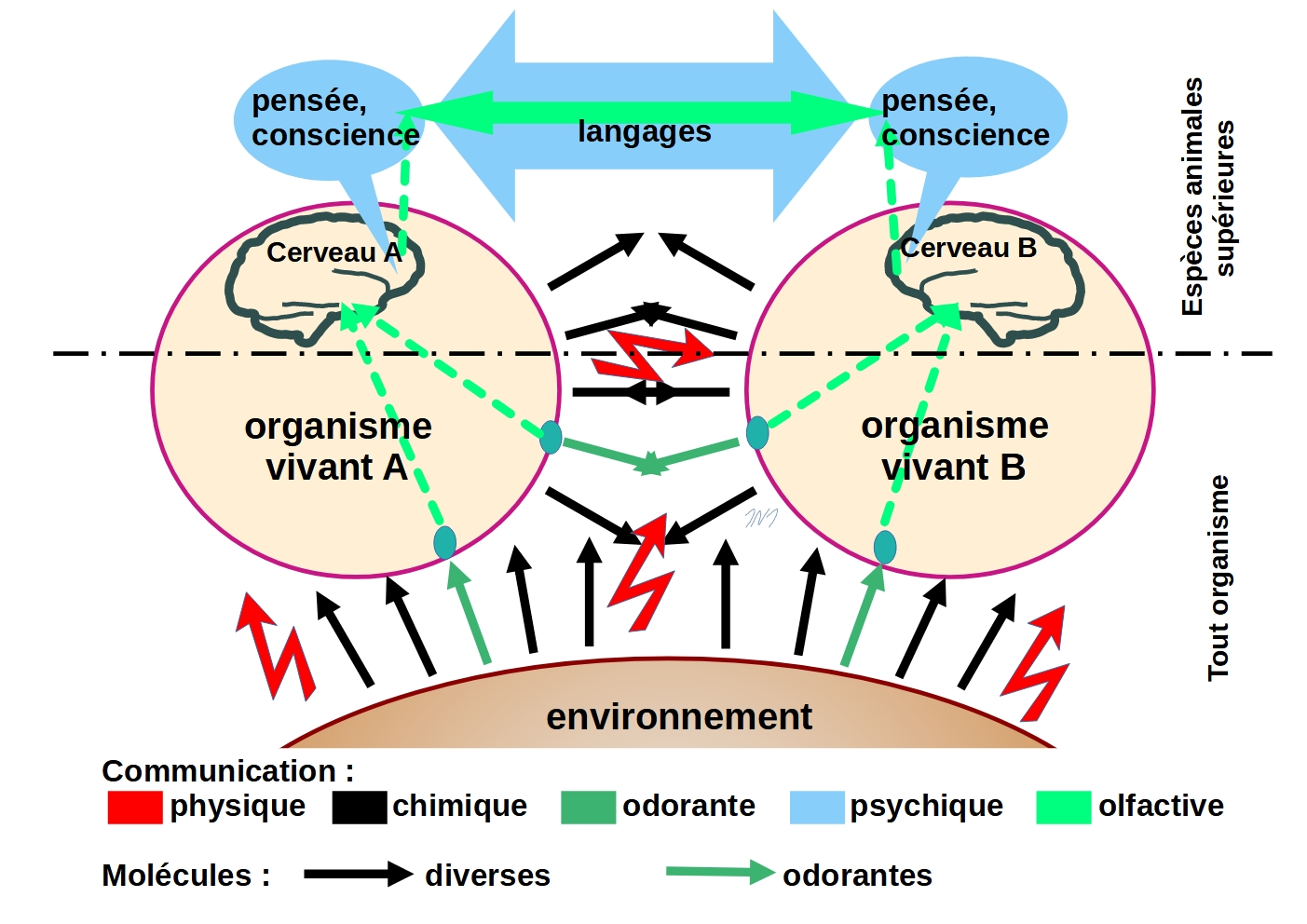
Figure 1 : Les différents vecteurs accessibles aux êtres vivants pour communiquer entre eux (A avec B) ou avec leur environnement.

Les deux premiers types de vecteur de la communication sont concrets. Ils activent des récepteurs spécifiques mais sont aussi observables par des outils autres que sensoriels. Ils appartiennent essentiellement :
1 - à des grandeurs physiques : lumière, son, vibrations, électricité, champ magnétique, contact, position globale du corps ou relative de chacun de ses éléments.
2 - à des substances chimiques : hormones comme l'Ocytocine secrétée par l'hypophyse, phéromones telles les phéromones de traces des fourmis, allomones (ou kairomones) telles celles d'arbres broutés qui stimulent la production des tannins des autres, alimentation, molécules diverses depuis les peptides auto-inducteurs des bactéries, via la détection du quorum, ou encore les neurotransmetteurs comme la dopamine et bien d'autres molécules. Cette communication chimique inhérente à tout organisme vivant remonte aux temps les plus anciens (de l'ordre de 4 milliards d'année).
Ces vecteurs concrets activent des sens primaires aux fonctionnements innés induisant des comportements automatiques, identiques pour tous les sujets d'une même espèce, qui vont du Tactisme au Tropisme en passant par la production de substances sémiochimiques ou des comportements innés (attirance sexuelle, agression ou fuite, pistage...). Généralisés chez les organismes vivants, ils ne demandent pas d'apprentissage, de mémorisation ou de prise de conscience.
3 - Le troisième type de vecteur n'a pu être utilisé que lorsque, il y a quelques centaines de millions d'années, les animaux supérieurs ont su profiter de leur cerveau pour ajouter l'étage du psychisme aux deux premiers vecteurs. Des molécules avec des caractères physico-chimiques particuliers, sont alors capables d'activer des récepteurs olfactifs, conférant aux substances qui les contiennent une qualité odorante. Avec d'autres sens élaborés, ce fut l'arrivée de l'odorat. De nouvelles capacités de communication sont alors progressivement disponibles : 
- soit en échangeant encore ces substances odorantes faisant une communication odorante, A noter que chaque sujet peut, alors, se créer sa  propre interprétation du signal et avoir ses propres comportements, généralement consécutifs à des apprentissages, tout en s'illusionnant, le plus souvent, que son interlocuteur aura eu les mêmes perceptions.
- soit en exprimant les perceptions lors d'une communication olfactive. Dans ce cas, les sujets, devant traduire des concepts intellectuels, doivent faire appel à la mise en place de différentes formes de langages qui deviennent les nouveaux vecteurs. La communication olfactive offre à des sujets, les moyens de partager, le contenu de leurs perceptions olfactives, que la substance odorante soit présente ou ait été rencontrée par le passé et même si l’interlocuteur n'y a pas été confronté. De ce fait, seuls les humains et des animaux supérieurs peuvent accéder à cette communication.
La communication olfactive offre un grand enrichissement par rapport à la simple communication chimique. L'apprentissage associé lui permet d'adapter ses comportements ce qui donne un grand avantage pour le survie des sujets et des espèces et elle offre la possibilité du développement cérébral avec les échanges inter-sujets offerts, la mémorisation qui multiplie les informations mises à disposition, le ressenti des émotions personnelles et l'intégration sociale. C'est ce que l'on nomme l'altricialité. Comme pour les autres sens, il ne faut pas considérer l'olfaction isolément car c'est la plurisensorialité avec la pensée et la mémoire qui sont présentes à chaque instant. La perception, donc la communication en seront également largement imprégnées.